# Leucophora subsponsa
Leucophora subsponsa este o specie de muște din genul Leucophora, familia Anthomyiidae, descrisă de Verner Michelsen în anul 1985. Conform Catalogue of Life specia Leucophora subsponsa nu are subspecii cunoscute.